# 壬生隆明
壬生 隆明（みぶ たかあき、1952年（昭和27年）8月10日 - ）は、日本の弁護士、政治家。元福岡県直方市長（1期）。

## 来歴
福岡県直方市出身。福岡県立鞍手高等学校を経て、中央大学大学院修士課程修了。検察官となり、東京高検検事などを歴任。退官後は弁護士に転じ、2015年の直方市長選挙に自民・民主（当時）・公明各党の推薦を得て立候補し、無投票で当選する。
2019年の市長選挙では政党の推薦を受けずに再選を目指したが、自民や国民民主の推薦を得た元副市長の大塚進弘に敗れた。
2023年の市長選挙では返り咲きを目指したが、自民・立憲民主・公明・国民民主の各党の推薦を得た現職の大塚進弘に敗れた。

## 壬生市政の評価
2019年の直方市長選挙で西日本新聞が実施した出口調査では、壬生市政の１期目の取り組みについて、「評価する」と「どちらかというと評価する」が56％で、「評価しない」と「どちらかというと評価しない」が39％であった。